# Clear Lake, Illinois
Clear Lake là một làng thuộc quận Sangamon, tiểu bang Illinois, Hoa Kỳ. Năm 2010, dân số của làng này là 229 người.

## Dân số
Dân số qua các năm:
- Năm 2000: 267 người.
- Năm 2010: 229 người.